# Zapasy na Igrzyskach Azjatyckich 1998
Turniej zapasów na Igrzyskach Azjatyckich 1998 w Bangkoku rozegrano od 12 do 18 grudnia w hali gimnastycznej Uniwersytetu Thammasat.

## Klasyfikacja medalowa
| Klasyfikacja medalowa | Klasyfikacja medalowa | Klasyfikacja medalowa | Klasyfikacja medalowa | Klasyfikacja medalowa | Klasyfikacja medalowa |
| Miejsce               | państwo               | Złoto                 | Srebro                | Brąz                  | Razem                 |
| --------------------- | --------------------- | --------------------- | --------------------- | --------------------- | --------------------- |
| 1                     | Korea Południowa      | 7                     | 0                     | 2                     | 9                     |
| 2                     | Iran                  | 5                     | 1                     | 1                     | 7                     |
| 3                     | Kazachstan            | 2                     | 1                     | 3                     | 6                     |
| 4                     | Korea Północna        | 2                     | 1                     | 0                     | 3                     |
| 5                     | Uzbekistan            | 0                     | 6                     | 2                     | 8                     |
| 6                     | Japonia               | 0                     | 2                     | 2                     | 4                     |
| .                     | Mongolia              | 0                     | 2                     | 2                     | 4                     |
| 8                     | Syria                 | 0                     | 2                     | 0                     | 2                     |
| 9                     | Kirgistan             | 0                     | 1                     | 0                     | 1                     |
| 10                    | Chiny                 | 0                     | 0                     | 4                     | 4                     |
| Razem                 | Razem                 | 16                    | 16                    | 16                    | 48                    |

## Mężczyźni

### Styl wolny
| Konkurencja |                   |                              |                            |
| ----------- | ----------------- | ---------------------------- | -------------------------- |
| 54 kg       | Jin Ju-dong       | Behnam Tajjebi               | Mäulen Mamyrow             |
| 58 kg       | Ri Yong-sam       | Ojuunbilegijn Pürewbaatar    | Mohammad Talaji            |
| 63 kg       | Jang Jae-seong    | Ramil Isłamow                | Buyantogtokhyn Tsogtbaatar |
| 69 kg       | Amir Tawakkolijan | Ahmad Al-Aosta               | Ryūzaburō Katsu            |
| 76 kg       | Mun Ui-je         | Kenji Koshiba                | Rusłan Wielijew            |
| 85 kg       | Ali Reza Hejdari  | Rasuł Katinowasow            | Magomied Kuruglijew        |
| 97 kg       | Abbas Dżadidi     | Dolgorsürengijn Sumjaabadzar | Sosłan Frajew              |
| 130 kg      | Ali Reza Rezaji   | Gieorgij Kajsynow            | Gelegdżamcyn Ösöchbajar    |

### Styl klasyczny
| Konkurencja |                     |                        |                   |
| ----------- | ------------------- | ---------------------- | ----------------- |
| 54 kg       | Sim Gwon-ho         | Kang Yong-gyun         | Wang Hui          |
| 58 kg       | Kim In-seop         | Asliddin Xudoyberdiyev | Sheng Zetian      |
| 63 kg       | Choi Sang-seon      | Bahodir Qurbonov       | Yi Shanjun        |
| 69 kg       | Son Sang-pil        | Mychitar Manukian      | Grigoriy Pulyayev |
| 76 kg       | Baktijar Bajsejytow | Takamitsu Katayama     | Kim Jung-sub      |
| 85 kg       | Park Myeong-seok    | Raatbek Sanatbajew     | Hidekazu Yokoyama |
| 97 kg       | Siergiej Matwijenko | Mohammad Al-Haiek      | Park U            |
| 130 kg      | Mahdi Sabzali       | Shermuhammad Qoʻziyev  | Zhao Hailin       |